# هيريفورد (بقر)

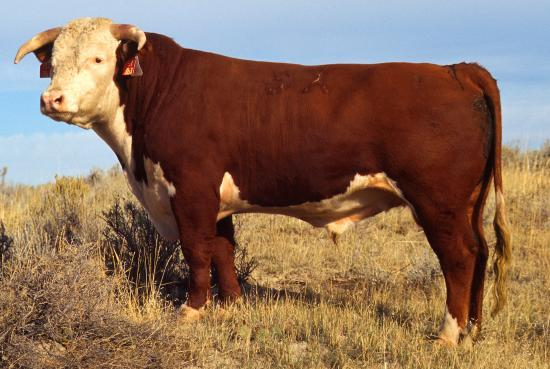
هيروفورد

هـيـريفورد واحدة من سلالات البقر من بريطانيا، توجد في المناطق المعتدلة والباردة في أستراليا ولديها شعبية في القسم الجنوبي من الولايات الأمريكية وفي الوسط وشرق الاوروغواي والأرجنتين وفي جنوب البرازيل أيضاً. تعتبر أكبر نسبة بقر في نيوزيلندا تعتبر سلالة قوية واصلها الجو البارد ولكنها تعايشت في قارات مختلفة.

## وصلات خارجية
- الجمعية الأيرلندية للهيريفورد
- الهيروفورد في العالم